# Chyromya hedia
Chyromya hedia är en tvåvingeart som beskrevs av Friedrich Georg Hendel 1913. Chyromya hedia ingår i släktet Chyromya och familjen gulflugor.
Artens utbredningsområde är Taiwan. Inga underarter finns listade i Catalogue of Life.